# Rovina (Brănișca), Hunedoara
Rovina este un sat în comuna Brănișca din județul Hunedoara, Transilvania, România.
Localitatea Rovina are in jur de 400 de locuitori, iar preocupările principale ale localnicilor sunt creșterea animalelor și agricultura.
Din punct de vedere turistic, zona deține un potential imens, însă investițiile in acest domeniu nu sunt pe măsură.